# طاهر عبد العظيم
طاهر عبد العظيم سعيد رواش وشهرته الفنان الدكتور طاهر عبد العظيم، فنان تشكيلي وأكاديمي مصري من مواليد الجيزة عام 1967.

## تدرجه الأكاديمي
تلقى طاهر تعليمه الجامعي في فنون الديكور وحصل على شهادة البكالوريوس في هذا المجال في عام 1990. بعد تخرجه، انضم إلى القسم كمعيد، ومن ثم حصل على درجات الماجستير والدكتوراه في العام 2001، ورُقىّ لدرجة أستاذ مساعد في عام 2007. الآن، يعمل كأستاذ في قسم الديكور بكلية الفنون الجميلة في جامعة حلوان منذ عام 2014.

## قطاع الفنون التشكيلية
يتمتع طاهر عبد العظيم بانضمامه إلى هيئات فنية معنية بالمجتمع الفني والثقافي في مصر، حيث يحمل عضوية في نقابة الفنانين التشكيليين المصريين، ويُعدّ أحد أفراد جمعية الفنانين التشكيليين بالقاهرة.

## معارضه الفنية
أقام طاهر عبد العظيم مجموعة متنوعة من المعارض الفنية الخاصة التي تعكس تنوع سجله الفني. من بين هذه المعارض:
| عام  | معرض |
| ---- | --- |
| 2001 | إيقاعات في كلية الفنون الجميلة |
| 2003 | لقطات من أوسيم بنقابة الفنانين التشكيليين |
| 2004 | ألوان من بلدنا في كلية الفنون الجميلة |
| 2005 | إيقاعات لونية في كلية الفنون الجميلة |
| 2006 | إلى ابنتي في دار الأوبرا المصرية |
| 2007 | - رحلة إلى الجنوب في كلية الفنون الجميلة - شمال وجنوب بدار الأوبرا المصرية                                                                                         |
| 2009 | رؤية تشكيلية للسيرة النبوية بمركز محمود مختار الثقافي - رؤية تشكيلية للسيرة النبوية للمشاركة باسم مصر في احتفالية بمدينة القيروان عاصمة للثقافة الإسلامية التونسية |
| 2010 | - رؤية تشكيلية للسيرة النبوية بكلية الفنون الجميلة، بمركز محمود سعيد للمتاحف بالاسكندرية - حركة ولون بجاردن سيتى                                                   |
| 2011 | - سلسلة السيرة النبوية - المرحلة الأولى بمركز محمود مختار الثقافي - سلسلة السيرة النبوية - المرحلة الثانية                                                         |
| 2012 | رؤية تشكيلية للسيرة النبوية بالأردن |
| 2013 | رؤية تشكيلية للسيرة النبوية بالإسكندرية |
| 2016 | رؤية تشكيلية للسيرة النبوية بقاعة أحمد العدواني بدولة الكويت |
| 2017 | نقطة نور بمتحف الفن المصرى الحديث |
| 2018 | هنا وهناك للتصوير، بالمركز المصري للتعاون الثقافي الدولي بالزمالك                                                                                                  |
| 2020 | مصرية أنا بأرض الأوبرا |
| 2021 | سيرة ذهبية بقاعة صلاح طاهر بدار الأوبرا المصرية |
| 2023 | بلدي بقاعة صلاح طاهر في منطقة الشيخ زايد |

### معارضه الجماعية المحلية
شارك طاهر في معارض جماعية محلية، حيث يتاح للفنانين التشكيليين الفرصة لعرض أعمالهم والتواصل مع الجمهور بشكل مباشر. تمتد قائمة هذه المعارض على مدار سنوات متعددة من عام 2008 إلى عام 2022، مع مجموعة متنوعة من المواضيع والمواقع. وتشمل مواقع  مثل قصر الأمير طاز، بالإضافة إلى العديد من الأماكن الأخرى. تضمنت مشاركته معارض أخرى، منها معرض "على أبواب القدس" ومعرض "المرأة والفن التشكيلي"، كما تضمنت بعض المعارض جوانب خيرية واجتماعية، مثل معرض "لصالح مستشفى سرطان الأطفال 57357". إلى جانب معارض تسلط الضوء على الثقافة المصرية والعلاقات الثقافية الدولية مثل معرض "الصين في عيون مصرية". وشارك في معارض دولية أيضًا، مثل معرضه في بيروت - لبنان.

### معارضه الجماعية الدولية
كما شارك طاهر في معارض جماعية الدولية في أنحاء مختلفة من العالم. شهدت سجلات مشاركاته مهرجان شتاء سراييفو الدولي للتصوير في عام 2008، وكذلك مشاركته في بينالي البحر الأبيض المتوسط (بالإنجليزية: The Mediterranean Biennale) بتونس في نفس العام. وعام 2010، ساهم بمعرض الأسبوع الثقافي المصري في مدينة طرابلس بليبيا. وشارك طاهر كذلك بصالون الخريف الفرنسي في متحف جراند باليه بباريس عام 2011، ومهرجان شرم الشيخ الدولي في عام 2014. وكذا مشاركته في معرض حوار مصري لمجموعة "فن بلا حدود" بجاليري في روما، إيطاليا، في أغسطس 2017. وفي عام 2018، شارك طاهر عبد العظيم في ملتقى البرلس الدولي الخامس للرسم على الحوائط والمراكب بكفر الشيخ.

## إسهاماته العامة
تولى مهاماً فنية متعددة منها:
- حكَّم كعضو في لجنة تحكيم مسابقة نهر البحر للفنون التشكيلية في عام 2010.[46]
- صمّم ونفّذ نموذجًا مُجسم بالحجم الطبيعي للسجون التاريخية بأكاديمية الشرطة في عام 2008.
- صمّم أيضًا ونفّذ أعمالاً فنية في قصر عابدين.
- ساهم بتصميماته في مشروع مترو الأنفاق، حيث صمم أعمالاً باستخدام تطبيقات الحاسب الآلي لـ 9 محطات في المرحلة الثالثة من المشروع.

يُذكر كذلك إعداده لكتابه "كليوباترا في السينما" إصدار مكتبة الإسكندرية بمناسبة افتتاح برامجها السينمائية في فبراير 2002.

## جوائزه الوطنية والدولية
حاز طاهر عبد العظيم العديد من الجوائز الوطنية والدولية طوال مسيرته الفنية الممتدة حتى الآن. بدءًا من الجائزة الكبرى في مسابقة سيناء السلام والتنمية في مجال التصميم الزخرفي عام 1999، وصولًا إلى جوائز تصميم الشعارات والرموز الانتخابية والبطاقات الرسمية وغيرها، بما فيها الجائزة الأولى للتصوير في مسابقة "الفن بنكهة فرعونية" عام 2022، التي نظمها أتيليه العرب للثقافة والفنون. وفي الساحة الدولية، يُذكر فوزه بالمركز الأول في الدورة الحادية عشر لمهرجان المنستير الدولي في تونس في سبتمبر 2013، والجدول التالي يوضح تلك الجوائز التي فاز بها طاهر عبد العظيم عن أعماله الفنية ببلده مصر وخارجها.
| العام | العمل الفني                                             | الجائزة                                                                                             |
| ----- | ------------------------------------------------------- | --------------------------------------------------------------------------------------------------- |
| 1999  | التصميم الزخرفي                                         | الجائزة الكبرى في مسابقة سيناء السلام والتنمية                                                      |
| 2000  | طاقم ذهبى للمناسبات الرسمية                             | جائزة تصميم وتنفيذ طاقم ذهبي للمناسبات الرسمية 4 قطع - خاص بشركة لازوردي                            |
| 2005  | شعار صندوق تطوير التعليم                                | جائزة تصميم شعار صندوق تطوير التعليم                                                                |
| 2005  | شعار لجنة الإنتخابات الرئاسية                           | جائزة تصميم شعار لجنة الإنتخابات الرئاسية الأولى في مصر                                             |
| 2005  | رموز انتخابية لمرشحي الرئاسة                            | جائزة تصميم الرموز الإنتخابية للعشرة المرشحين                                                       |
| 2005  | البطاقة الانتخابية للانتخابات الرئاسية                  | جائزة تصميم البطاقة الانتخابية لانتخابات رئاسة الجمهورية                                            |
| 2006  | شعار كلية التمريض جامعة حلوان                           | جائزة تصميم شعار كلية التمريض جامعة حلوان                                                           |
| 2006  | شعار صندوق التمويل الأهلي لرعاية النشء والشباب والرياضة | جائزة تصميم شعار "صندوق التمويل الأهلي لرعاية النشء والشباب والرياضة" التابع لوزارة الشباب والرياضة |
| 2008  | شعار منظومة التأمين الصحي الشامل                        | الجائزة الثالثة لتصميم شعار منظومة التأمين الصحي الشامل                                             |
| 2009  | شعار بنك التنمية الصناعية                               | جائزة تصميم شعار بنك التنمية الصناعية والعمال المصري                                                |
| 2013  | عمل فني                                                 | المركز الأول في الدورة الحادية عشر لمهرجان المنستير الدولي - تونس                                   |
| 2022  | تصوير فني فرعوني                                        | الجائزة الأولى (تصوير) لمسابقة “الفن بنكهة فرعونية” التي ينظمها أتيليه العرب للثقافة والفنون        |

## أبرز أعماله الفنية

### السيرة النبوية
يتميز هذا العمل بتجسيد سلسلة من المشاهد البانورامية التي تعكس مراحل السيرة النبوية بأسلوب فني. نُفذ هذا العمل على مساحة تبلغ 26 متراً في العرض، وارتفاع يصل إلى 4.1 متر، ويتضمن مجموعة من اللوحات المتنوعة التي تحاكي مواضيع مختلفة حول هذا الموضوع المهم. يأخذنا العمل الفني في رحلة تبدأ بعام الفيل وحادثة جيش أبرهة، ثم يروي لنا قصة هلاك جيش أبرهة بفضل الطير التي حملت حجارة من سجيل، ومن ثم يسرد لنا مراحل حياة المدينة المنورة في تلك الفترة الزمنية، وميلاد الرسول، وسلسلة من المعجزات والنقاط التحولية الرئيسية في السيرة النبوية، مثل معجزة شق الصدر في سن الخامسة، وحادث نقل الحجر الأسود، ونزول الوحي، وأول جهر بالدعوة، والاضطهاد الذي تعرض له المسلمون والتعذيب الذي تكبدوه. هكذا، يجسد العمل الفني بتفاصيله رحلة النبوة بما فيها من أحداث ومعجزات وتحولات، مما يثري التجربة الفنية ويجعلنا نعيش واقعها بكل وتيرتها وإثارتها.

### راقص التنورة
استحضر طاهر عبد العظيم تجربة بصرية فريدة، مستوحاة من طقوس صوفية خاصة، تتجلى في رقصة التنورة. قدم عبد العظيم في هذا المعرض ما يقارب 35 لوحة، كل منها تعبر عن حالة مختلفة من تجربة الصوفية، مما يجعل المشاهد يشعر وكأنه يشهد حركة راقصة حقيقية، ويستمع إلى موسيقى صاخبة وأصوات منشد خلف الستار. يؤكد عبد العظيم أنه استوحى فكرة العمل من حركة "التنورة"، حيث يرى فيها لحظات من التأمل والاندماج مع اللون والحركة. العمل يبرز تفاصيل لقطات مهمة في الرسم تجعل اللوحات تبدو حية ومفعمة بالحركة، ويستعرض في بعض اللوحات الشخصيات الرئيسية مثل عازف الطبلة أو راقص "الصاجات" ليخلق مشاهد مثيرة تتحكم فيها قوة اللون والحركة.